# Summit Lake (Crooked River)
Der Summit Lake (englisch für „Gipfelsee“) ist ein See auf dem Interior Plateau in der kanadischen Provinz British Columbia.

## Lage
Der See befindet sich in der Omineca-Region etwa 50 km nördlich von Prince George. Der U-förmige Summit Lake wird über den Crooked River nach Norden hin entwässert. Der 13,8 km² große See (davon 0,9 km² Inselfläche) mit einem Einzugsgebiet von 155 km² gehört zum hydrologischen Einzugsbereich des Arktischen Ozeans. Er liegt nahe der höchstgelegenen Einschartung zwischen dem in Mexiko gelegenen 5636 m hohen Citlaltépetl und dem nahe der Grenze zu Alaska gelegenen 5959 m hohen Mount Logan.
Der British Columbia Highway 97 führt entlang dem östlichen Seeufer. Dort befindet sich auch die Ansiedlung (unincorporated community) Summit Lake.